# Avner Perez
Avner Perez (Jerusalem, 1942) és un poeta en ladino, filòleg i traductor israelià d'origen sefardita. El 1992 fundà l'Institut Maale Adumim, per a l'estuti del ladino, o judeoespanyol, i la seva cultura, del que n'és el director. Ha traduït l'Odissea d'Homer a l'hebreu, publicada conjuntament amb la traducció d'aquesta al ladino a càrrec de Moshe Ha-Elion.

## Obres

### Poesia
- 1986 - Siniza i Fumo
- 1996 - Vercel de Mansanas

### Estudis i antologies
- 1989 - Blanka Flor
- 1992 - Un buketo de kantes kantados por los Cudio Sefarad